# Рубанко, Артём Борисович
Артём Борисович Рубанко (род. 21 марта 1974 или 21 августа 1974, Киев) — украинский легкоатлет, специалист по метанию молота. Выступал за сборную Украины по лёгкой атлетике в 1999—2016 годах, победитель и призёр первенств национального значения, участник трёх летних Олимпийских игр. Мастер спорта Украины международного класса. Тренер по лёгкой атлетике.

## Биография
Артём Рубанко родился 21 марта 1974 года в Киеве.
Занимался лёгкой атлетикой под руководством своего отца Бориса Рубанко. Окончил Национальный университет физического воспитания и спорта Украины и Киевский национальный экономический университет имени Вадима Гетьмана.
Впервые заявил о себе в метании молота на международном уровне в сезоне 1999 года, когда вошёл в состав украинской национальной сборной и выступил на Универсиаде в Пальме, где с результатом 71,91 метра занял в финале 12-е место.
В 2002 году на соревнованиях в Киеве показал 18-й результат мирового сезона — 80,18 метра.
В 2004 году одержал победу на чемпионате Украины по лёгкой атлетике, на турнире в Киеве установил свой личный рекорд 80,44 метра, с которым по итогам сезона занял 11-е место в мировом рейтинге метателей молота. Благодаря череде удачных выступлений удостоился права защищать честь страны на летних Олимпийских играх в Афинах — на предварительном квалификационном этапе метнул молот на 75,08 метра, чего оказалось недостаточно для выхода в финал.
В 2005 году с результатом 79,56 был 13-м в мире.
В 2007 и 2008 годах занимал в мировом рейтинге 22-е (77,60) и 18-е (79,75) места соответственно. Находясь в числе лидеров украинской легкоатлетической сборной, благополучно прошёл отбор на Олимпийские игры в Пекине — на сей раз показал в метании молота результат 74,47 метра и снова в финал не вышел. Также в этом сезоне отметился выступлением на Всемирном легкоатлетическом финале в Штутгарте, где с результатом 65,63 стал седьмым.
После пекинской Олимпиады Рубанко остался действующим спортсменом на ещё один олимпийский цикл и продолжил принимать участие в крупнейших международных стартах. Так, в 2009 году в Ялте он показал восьмой результат мирового сезона — 79,69 метра, кроме того, занял четвёртое место в Суперлиге командного чемпионата Европы в Лейрии (76,29), выступил на чемпионате мира в Берлине (69,81).
В 2010 году на соревнованиях в бразильской Форталезе показал 24-й результат мирового сезона (77,02), закрыл десятку сильнейших в Суперлиге командного чемпионата Европы в Бергене (68,72).
Выполнив олимпийский квалификационный норматив (78,00), отобрался на Олимпийские игры 2012 года в Лондоне — в программе метания молота провалил все три попытки, не показав никакого результата. По окончании Олимпиады завершил спортивную карьеру.
Проявил себя на тренерском поприще, с 2011 года является личным тренером титулованной метательницы молота Анны Скидан.